# Швачко, Алексей Филимонович
Алексе́й (Оле́сь) Филимо́нович Швачко́ (укр. Олексій (Лесь) Филимонович Швачко; 18 января 1901 года, с. Чопилки — 28 марта 1988 года, Киев) — советский украинский кинорежиссёр и сценарист. Заслуженный деятель искусств Украинской ССР (1967). Лауреат премии Союза кинематографистов Украины (1983).

## Биография
Алексей Швачко родился в селе Чопилки Киевской губернии Российской империи (ныне Киевская область Украины). С 1920 по 1922 год обучался в Киевском музыкально-драматическом институте имени Лысенко. В 1925 году он закончил Киевский институт народного образования.
С 1922 года работал в театре «Березиль» и других театрах первых лет революции; кроме того, преподавал литературу в школе. Проработав в театрах три года, он перешёл во Всеукраинское фотокиноуправление (ВУФКУ) в Одессе, а в 1928 году — на Киевскую киностудию.
Работал ассистентом режиссёров Александра Довженко («Ягодка любви», «Арсенал», «Щорс» и других) и Георгия Стабового («Два Дня», «Человек из леса»).
В 1932 году поставил детские фильмы «Четвёртая смена» и «Первые шаги», с 1953 года — вновь режиссёр Киностудии имени А. Довженко, снимал драмы, военно-патриотические фильмы и фильмы-спектакли.
Член КПСС с 1950 года.
Скончался 28 марта 1988 года в городе Киеве и был похоронен на Байковом кладбище.

## Семья
- Жена — Мария Андреевна Склярова (1899—1978), актриса и театральный педагог.
- Дочь — Татьяна Алексеевна Швачко, советский и украинский музыковед, кандидат искусствоведения. Заслуженный деятель искусств Украины.

## Фильмография

### Режиссёр
- 1932 — Четвёртая смена
- 1932 — Первые шаги
- 1953 — Мартын Боруля (фильм-спектакль)
- 1954 — Земля
- 1956 — Дети солнца (фильм-спектакль)
- 1956 — Кровавый рассвет
- 1957 — Любовь на рассвете (фильм-спектакль)
- 1957 — Мораль пани Дульской (фильм-спектакль)
- 1960 — Вдали от Родины
- 1964 — Ракеты не должны взлететь
- 1966 — В западне
- 1968 — Разведчики
- 1971 — Нина

### Сценарист
- 1954 — Земля
- 1957 — Мораль пани Дульской (фильм-спектакль)

## Публикации
- Рассказы о современниках. — Киев: Мистецтво, 1983. — 104 с. (книга мемуаров Алексея Швачко)[6]

## Награды
- медаль «За трудовую доблесть» (24.11.1960)